# Hieracium lawsonii
Hieracium lawsonii es una especie de planta con flor del género Hieracium, de la familia Asteraceae, orden Asterales.

## Distribución
Hieracium lawsonii se distribuye por Francia, Italia y España.

## Taxonomía
Fue descrita científicamente por Vill.
Tratamiento taxonómico
La especie aparece registrada en una sección de la publicación Prosp. Hist. Pl. Dauphiné.